# Karl von Perfall (författare)
Karl Theodor Gabriel Christoph von Perfall, född den 24 mars 1851 i Landsberg am Lech, död den 31 augusti 1924 i Düsseldorf, var en tysk friherre och författare, brorson till Karl von Perfall, bror till Anton von Perfall, far till Erich von Perfall. 
von Perfall, som sedan tillhörde 1886 "Kölnische zeitung" som följetonist och konstkritiker, författade ett mycket stort antal förströelseromaner, av vilka flera åtnjöt allmän ynnest och gick ut i flera upplagor.